# Hessle (West Yorkshire)
Hessle – przysiółek w Anglii, w West Yorkshire, w dystrykcie (unitary authority) Wakefield. Leży 11 km na zachód od miasta Wakefield, 20,8 km od miasta Leeds i 252,8 km na północny wschód od Londynu. W 1881 roku civil parish liczyła 119 mieszkańców. Hessle jest wspomniana w Domesday Book (1086) jako Asele/Hasele.